# Ferry Ritsurin
Die Ferry Ritsurin (japanisch フェリーりつりん) ist ein 2016 in Dienst gestelltes Fährschiff der japanischen Reederei Ocean Tokyu Ferry. Sie steht auf der Strecke von Tokio nach Tokushima und Kitakyūshū im Einsatz.

## Geschichte
Die Ferry Ritsurin wurde 2015 unter der Baunummer 736 in der Werft von Saiki Heavy Industries in Saiki auf Kiel gelegt und lief am 12. Mai 2016 vom Stapel. Nach ihrer Ablieferung an Ocean Tokyu Ferry am 2. September 2016 nahm sie am 9. September den Fährdienst zwischen Tokio über Tokushima nach Kitakyūshū (über den Hafen Shin Moji) auf. Die Ferry Ritsurin gehört zu einer wegen ihrer schlichten Bauweise auch als Simple Ferry bezeichneten Reihe von insgesamt vier Fährschiffen an. Ihre Schwesterschiffe sind die Ferry Bizan, Ferry Shimanto und Ferry Dougo. Der Name der Fähre leitet sich vom Ritsurin-Park bei Takamatsu ab.
Eine Überfahrt der Ferry Ritsurin dauert zwischen 14 Stunden (von Tokio nach Tokushima) bis 18 Stunden (von Tokushima nach Kitakyūshū bzw. Shin Moji).
Die Ferry Ritsurin hat eine Kapazität von bis zu 252 Passagieren, die in verschieden großen Schlafsälen, Schlafkapseln oder Privatkabinen reisen. Die Einrichtung der Fähre ist wie bei ihren Schwesterschiffen recht schlicht gehalten. So gibt es an Bord kein Restaurant, Speisen (darunter Bentō-Boxen oder Ramen) können stattdessen in Automaten an Bord gekauft und mit zur Verfügung gestellten Mikrowellen oder Wasserkochern erwärmt werden. An Bord gibt es neben mehreren Aufenthaltsräumen und Aussichtsbereichen einen Ruheraum, ein Raucherzimmer, zwei Bäder (Sentō), ein Kinderzimmer und einen Informationsschalter. Passagiere können zudem ihre Wäsche in einem kleinen Waschraum waschen und trocknen.